# Донець Максим Олександрович
Донець Максим Олександрович (нар. 24 серпня 1994, м. Кривий Ріг) — український актор театру та кіно, сценарист, режисер.

## Життєпис
Народився 24 серпня 1994 року у м. Кривий Ріг.
З дитинства був творчо обдарованим — спочатку у дитсадку грав у виставах, в шкільні роки — писав вірші, тексти пісень, музику та грав у групі, з якою виступав на місцевих майданчиках.
У 2010 році вступив до Криворізького економічного інституту ДВНЗ «КНЕУ імені Вадима Гетьмана», курс «Міжнародна економіка та право». Після 2 курсу вирішив переїхати до Києва, тому навчання закінчував на заочному відділенні.
У Києві Максим спочатку навчався на курсах акторської майстерності в продюсерському центрі Eurasia Vision Art та Театрі-школі «Образ». А у 2013 році вступив до Київського національного університету театру, кіно і телебачення імені Івана Карпенка-Карого на кафедру акторського мистецтва та режисури драми (керівник курсу — Михайло Резнікович), який закінчив у 2017 році.
У 2014—2017 роках, паралельно з навчанням у КНУТКіТ, служив артистом студії Театру імені Лесі Українки. Грав роль Асафа у виставі «Ігри на задньому подвір'ї» та Дюрана у виставі «Антігона».
В даний час працює над створенням дебютного альманаху короткометражних фільмів «Fathers» на тему відносин батьків та дітей, де виступить як режисер і автор сценарію. 

У 2018 році вийде фільм «Крути 1918», де Максим зіграв головну роль — крутянина Володю.

## Фільмографія
- 2016 — «Співачка»
- 2017 — «Дитина на мільйон»[3]
- 2017 — «Невидима»
- 2018 — «Крути 1918»
- 2021 — «Я працюю на цвинтарі»
- 2021 — «Інший Франко»